# Heinrich von Kleist
Bernd Heinrich von Kleist, nemški dramatik, pripovednik, lirik in publicist, * 18. oktober 1777 (po Kleistovem navajanju 10. oktober), Frankfurt na Odri, † 21. november 1811, Klein Wannsee - Berlin.
V času svojega literarnega ustvarjanja kakor tudi v času romantike in weimarske klasike je veljal za posebneža. Znan je predvsem po »zgodovinski viteški igri« Katica iz Heilbronna (Das Kätchen von Heilbronn; slo.2007), veseloigrah Razbiti vrč (Der zerbrochne Krug; slo. 1957) in Amfitrion (Amphitrion), žaloigri Penthesilea in novelah Michael Kohlhaas; slo. 1950 in Markiza O...ška (Die Marquise von O...; slo. 1997).

## Biografija
Heinrich von Kleist izvira iz pruske častniške družine. S tem priimkom so se podpisovali številni generali, feldmaršali, zemljiški posestniki kot tudi pravi učenjaki in visoki diplomati. Pisateljev oče, Joachim Friedrich von Kleist (*1728, †1788) je v Frankfurtu na Odri služil kot štabni kapitan pri pehotnem regimentu princa Leopolda Maximiliana Braunschweigškega. Iz njegovega prvega zakona s [Carolino Luise], rojeno Wulffen (†1774), izhajata pisateljevi polsestri Wilhelmine, imenovana tudi Minette, in Ulrike Philuppine, ki je bila Kleistu zelo blizu. Leta 1775 se je Joachim Friedrich poročil z Juliano Ulrike, rojeno Pannwitz (*1746; †1793). V tem zakonu so se rodili Friederike Auguste Katharina, Heinrich in sorojenca Leopold Friedrich in Juliane, imenovana Julchen.
Po očetovi smrti leta 1788 je Kleista v duhu kalvinizma vzgajal pridigar Samuel Heinrich Catel, ki je bil tudi profesor na francoski gimnaziji. Ta naj bi mladega pisatelja opozoril na dela klasičnih pesnikov in filozofov, s katerimi se je ukvarjal kasneje v času vojaščine.
Zvest družinski tradiciji je Kleist junija 1792 v Potsdamu pristopil k tretjemu bataljonu gardnega regimenta. Pod okriljem generalnega inšpektorja Ernsta von Rüchela se je pridružil vojnemu pohodu proti Franciji ter obleganju prve meščanske republike v Mainzu. Kljub mešanim občutkom glede službovanja v vojski je Kleist ostal v vojaški službi in postal zastavnik (praporščak), leta 1797 pa še poročnik. Zasebno je skupaj s prijateljem Rühlom von Lichtensteinom študiral matematiko in filozofijo v Potsdamu in si tako pridobil možnost študija na univerzi.
Marca 1799 je pisatelj kljub pričakovanemu nasprotovanju družine izrazil željo, da bi opustil zanj nevzdržno vojaško službo. Svojo življenjsko pot je videl v izobrazbi duha in ne v bogastvu, dostojanstvu in v časti, kot bi si to želeli njegovi starši.

## Študij in prva zaposlitev (1799-1801)
Po odobrenem odpustu iz vojske je Kleist aprila 1799 pričel s študijem v Frankfurtu na Odri. Poleg matematike se je odločil še za študij fizike, zgodovine kulture in latinščine. Predvsem so ga zanimale ure fizike pri profesorju Christianu Ernstu Wünschu, ki je mlademu pisatelju nudil tudi zasebne ure eksperimentalne fizike. Kot za ostale sodobnike tistega časa (npr. Goetheja, Achima von Armina in Novalisa) je bilo tudi zanj naravoslovje objektivno sredstvo za spoznanje in izboljšanje samega sebe, družbe in sveta. 
Po obetavnem začetku šolanja mu knjige vendarle niso prinesle pričakovanega zadoščenja. Leta 1800 je pisatelj po treh semestrih študij prekinil. Čeprav ta odločitev ni ustrezala njegovi življenjski filozofiji, se je vendarle odločil službovati kot pripravnik na pruskem ministrstvu za gospodarstvo v Berlinu. Tej odločitvi naj bi botrovala zaroka z Wilhelmino von Zenge, katere starši so od pisatelja zahtevali državniški položaj. Tako se je poleti 1800, domnevno kot gospodarski špijon, mudil na tajni misiji.
Osnovo za Kleistovo poklicno, socialno in osebno problematiko naj bi predstavljala Kritika razsodne moči (Kritik der Urteilskraft; slo. 1994) nemškega filozofa Immanuela Kanta.

## Pariz in Thun (Švica) (1801-1804)
Spomladi leta 1801 je skupaj s svojo sestro Ulriko odpotoval v Pariz. Od aprila 1802 je prebival na enem izmed otokov Aare (levi pritok Rena) pri Thunu v Švici. Zaradi nesoglasja glede pisateljevega vse večjega navdušenja nad kmečkim življenjem je med zaročencema prišlo do razkola. V tem času je Kleist nadaljeval z žaloigro Rodbina Schroffenstein (Die Familie Schroffenstein) in Robert Guiskard, vojvoda Normanov (Robert Guiskard Herzog der Normänner), ki ju je začel pisati že v Parizu, ter pričel z veseloigro Razbiti vrč.
Spomladi 1803 je pisatelj odpotoval v Nemčijo, kjer je med drugimi spoznal Friderika de la Motte Fouqueja in srečal prijatelja iz mladosti Ernsta von Pfuela. Skupaj s Pfuelom je ponovno odpotoval v Pariz, kjer je iz obupa sežgal fragment Robert Guiskard. Nato se je odločil priključiti francoski armadi za boj proti Angležem, nakar se je po znančevem pregovarjanju vrnil v Potsdam. Decembra 1803 se je vrnil v Nemčijo, kjer je v Berlinu zaprosil za mesto v diplomatski službi.

## Kaliningrad (Königsberg) (1804-1807)
Po kratkem službovanju na oddelku za finance sredi leta 1804 se je 6. maja 1805 zaposlil kot uradnik v Kaliningradu (nem. Königsberg). Tu naj bi se pri državnem in gospodarskem teoretiku Christianu Jacobu Krausu izobrazil v kameralistiki. V mestu je med drugimi srečal Wilhelmino, ki se je medtem poročila s filozofom Wilhelmom Traugottom Krugom. Kleist je dokončal delo Razbiti vrč in nadaljeval z veseloigro Amfitrion, žaloigro Penthesilea ter povestma Michael Kohlhaas in Potres v Čiliju (Der Erdbeben in Chili).
Avgusta 1806 je izstopil iz državne službe in se odločil postati poklicni pisatelj in si tako zagotoviti finančni obstoj. Januarja 1807 je Kleista in njegove sopotnike na poti v Berlin aretirala francoska oblast kot domnevne vohune. Za zapahi naj bi napisal novelo Markizo O...ška in nadaljeval z žaloigro Penthesilea.

## Dresden (1807-1809)
Po izpustitvi iz zapora je Kleist odpotoval v Dresden, kjer je spoznal številne sodobnike tistega časa. To so bili romantiki Ludwig Tieck, [Gotthelf Heinrich von Schubert], [Caspar David Friedrich] in še posebno pomembna filozof [Adam Heinrich Müller] in zgodovinar [Friedrich Christoph Dahlmann]. Skupaj z Müllerjem je Kleist januarja 1808 začel izdajati dnevnik Phöbus s podnaslovom Žurnal za umetnost (Journal für die Kunst).  Decembra 1808 je pisatelj pod vtisi španskega upora proti Napoleonu, pruske okupacije in avstrijskega osvobodilnega boja, dokončal dramo Hermanova bitka (Die Hermannsschlacht).
21./22. maja 1809 je odpotoval skupaj z Dahlmannom v Prago. Tu jima je bil omogočen dostop do avstrijskih patriotskih krogov. V njunih načrtih se je porodila misel o tedniku Germania, ki pa je zaradi kapitulacije Avstrije ostal nerealiziran. V tem časopisu so izhajali pisateljevi tako imenovani politični spisi.
Novembra je Kleist prispel v Frankfurt, od koder je mesec za tem odpotoval v Berlin. Tu je ostal vse do svoje smrti.

## Berlin (1809-1811)
Aprila 1810 je izšel prvi zvezek pripovedi Michael Kohlhaas, Markiza O...ška , Potres v Čiliju in septembra še Katica iz Heilbrona, katere uprizoritev pa je Iffland, direktor berlinskega gledališča [Die Berliner Bühne], zavrnil.
Od oktobra 1810 je nastajal nov časopis z naslovom Berliner Abendblätter. Gre za dnevnik z lokalnimi novicami, ki je služil predvsem razvedrilnemu namenu. Svoje članke so objavljale znane osebnosti, kot so [Ernst Moritz Arndt], [Achim von Armin], [Clemens Brentano], [Adalbert von Chamisso], [Otto August Rühle von Lilenstern], [Friedrich Karl von Savigny] in [Friedrich August von Staegemann]. Kleist je tukaj objavljal svoje razprave ter policijska poročila, ki so veljala za posebnost tega časopisa. Spomladi 1811 so morali časopis zaradi poostrene cenzure ukiniti. Tako je bil pisatelj prisiljen napisati nekaj novih književnih del in si tako zagotoviti nadaljnji finančni obstoj. Ta dela so nato izšla v drugem zvezku pripovedi, ki je vseboval besedila, kot sta Beračica iz Locarna (Das Betelweib von Locarno; slo. 1992) in Zaroka v St. Domingo (Die Verlobung in St. Domingo). 
Zaradi vse večjega obupa nad življenjem je v Kleistu naraščala misel na samomor. Na to zadnjo pot ga je pospremila za rakom obolela Henriette Vogel. Z njenim soglasjem je Kleist 21. novembra 1811 ob jezeru Wannsee, ustrelil njo in nato sodil še sebi.

## Literarnozgodovinski pomen
Kleistovo življenje je bilo prežeto z nenehno željo po popolni sreči. Ta se je večkrat izkazala za varljivo, kar se je zrcalilo tudi v njegovem delu. Zgodovinsko ga zato zelo težko uvrstimo v eno izmed literarnih obdobij.
Kleistova prva tragedija Rodbina Schroffenstein se je zgledovala po shakespearovskem dramskem stilu. Tematizirala je osrednje pisateljeve teme: usoda, naključje, predsodke in objektivno resničnost. Snov za tragedijo Panthesilea je Kleist črpal iz treh Evripidovih antičnih tragedij (Medeja, Hipolit in Bahanke). Besedilo govori o amazonski kraljici, ki se je na svoj bojevit način potegovala za Ahilovo naklonjenost. Zaradi jezikovne dovršenosti, težke uprizoritve vojnih scen in antičnega grozodejstva, tragedija v času Kleistovega življenja ni doživela preboja. Krstna uprizoritev je bila tako šele leta 1876 v Berlinu.
Uspešnejša od tragedij je bila poetična drama Katica iz Heilbronna (Das Kätchen von Heilbronn).
Na področju komedije si je Kleist ustvaril ime z besedilom Razbiti vrč. Drama Hermanova bitka (Die Hermannsschlacht) z zgodovinsko tematiko obravnava politično stanje tistega časa in sodi skupaj z dramo Princ Hamburški (Prinz Friedrich von Hamburg) v sam vrh Kleistovega literarnega ustvarjanja.
Pomembne so tudi pripovedi Potres v Čiliju, Markiza O...ška in Sveta Cecilija ali moč glasbe (Die heilige Cäcilie; slo. 1987).

## Dela
- Robert Guiskard, Herzog der Normänner (fragment), nastal med 1802-1803, izšel april/maj 1808 v časopisu Phöbus, krstna uprizoritev 6. april 1901 v Berlinskem gledališču.
- Rodbina Schroffenstein (Die Familie Schroffenstein), izšlo anonimno 1803, krstna uprizoritev 9. januar 1804 v Gradcu.
- Razbiti vrč (Der zerbrochne Krug), komedija, nastala med 1803-1806, krstna uprizoritev 2. marec 1808 v Dvornem gledališču v mestu Weimer (Hoftheater in Weimer). Prevedel Janko Moder.
- Amfitrion (Amphitrion), izšlo 1807, krstna uprizoritev 8. aprila 1899 v Novem teatru v Berlinu (Neuer Theater in Berlin).
- Potres v Čiliju (Der Erdbeben in Chili), izšlo pod prvotnem naslovu Jeronimo in Josephe 1807.
- Markiza O..ška, izšlo februarja 1808 v časopisu Phöbus, knjižna izdaja v predelani verziji 1810.
- Hermanova bitka, končana 1808, izšlo 1821 (Ludwig Tieck), krstna uprizoritev 18. oktoba 1860.
- Penthesilea, izšla 1808, uprizoritev maj 1876 v Kraljevem dramskem gledališču v Berlinu.
- Katica iz Heilbrona (Das Kätchen von Heilbronn oder Die Feuerprobe. Velika viteška igra, nastala 1807-1808. Fragment izšel v časopisu Phöbus 1808, krstna uprizoritev 17. marca, knjižna izdaja v predelani verziji 1810.
- Michael Kohlhaas. Iz starih zgodovinskih zapisov. Delno izšlo 1808 v Phöbusu. Knjižna izdaja v povestih 1810.
- Katechismus der deutschen, izšlo 1809.
- Anekdote, izšlo 1810-1811 v Berlinskem večerniku.
- Beračica iz Locarena (Das Bettelweib von Locarno), izšlo 11. oktobra 1810 v Berlinskem večerniku, knjižna izdaja 1811.
- Die heilige Cäcilie oder die Gewalt der Musik. Lgenda, izšlo 15.do 17. novembra 1810 v Berlinskem večerniku.
- O lutkovnem gledališču (Über das Marionettentheater), izšlo 12. do 15. decembra 1810 v Berlinskem večerniku.
- Zaroka v St Domingu, izhajalo od 25. marca do 5. aprila 1811.
- Der Findling, izšlo 1811.
- Der Zweikampf, izšlo 1811.
- Princ Hamburški (Prinz Friedrich von Hamburg), nastalo 1809-1811, krstna uprizoritev 3. oktobra 1821.